# Archasteridae
De Archasteridae zijn een familie van zeesterren uit de orde van de Valvatida.

## Geslacht
- Archaster Müller & Troschel, 1840